# Giovanni Pontiero
Giovanni Pontiero (Glásgua, 10 de fevereiro de 1932 — , 10 de fevereiro de 1996) foi um académico e tradutor de ficção portuguesa, nomeadamente das obras do poeta português José Saramago. A sua tradução anglófona da obra O Evangelho segundo Jesus Cristo de José Saramago, foi galardoada com o Prémio Teixeira-Gomes.
Graduou-se na Universidade de Glásgua em 1960. Em 1962 foi nomeado docente de estudos latino-americanos em Manchéster. Foi posteriormente promovido a regente e encarregado do curso de literatura da América Latina da Universidade Vitória de Manchéster, até se reformar em 1995. Foi o principal tradutor anglófono das obras da escritora brasileira Clarice Lispector, tendo sido aclamado pela tradução da sua obra A Hora da Estrela, conhecida em inglês como The Hour of the Star. É considerado entre outros que notaram o pandeísmo como influência sobre as obras do poeta brasileiro Carlos Nejar.
Pontiero é conhecido por dizer, "Os encontros com o mundo animal são frequentes nas histórias de Lispector. Intocados pelas contradições humanas, os animais são mais vivos porque estão mais seguros que os seres humanos."
As obras de Giovanni Pontiero são mantidas pela Biblioteca John Rylands, da Universidade de Manchéster.